# LGBT práva ve Východním Timoru

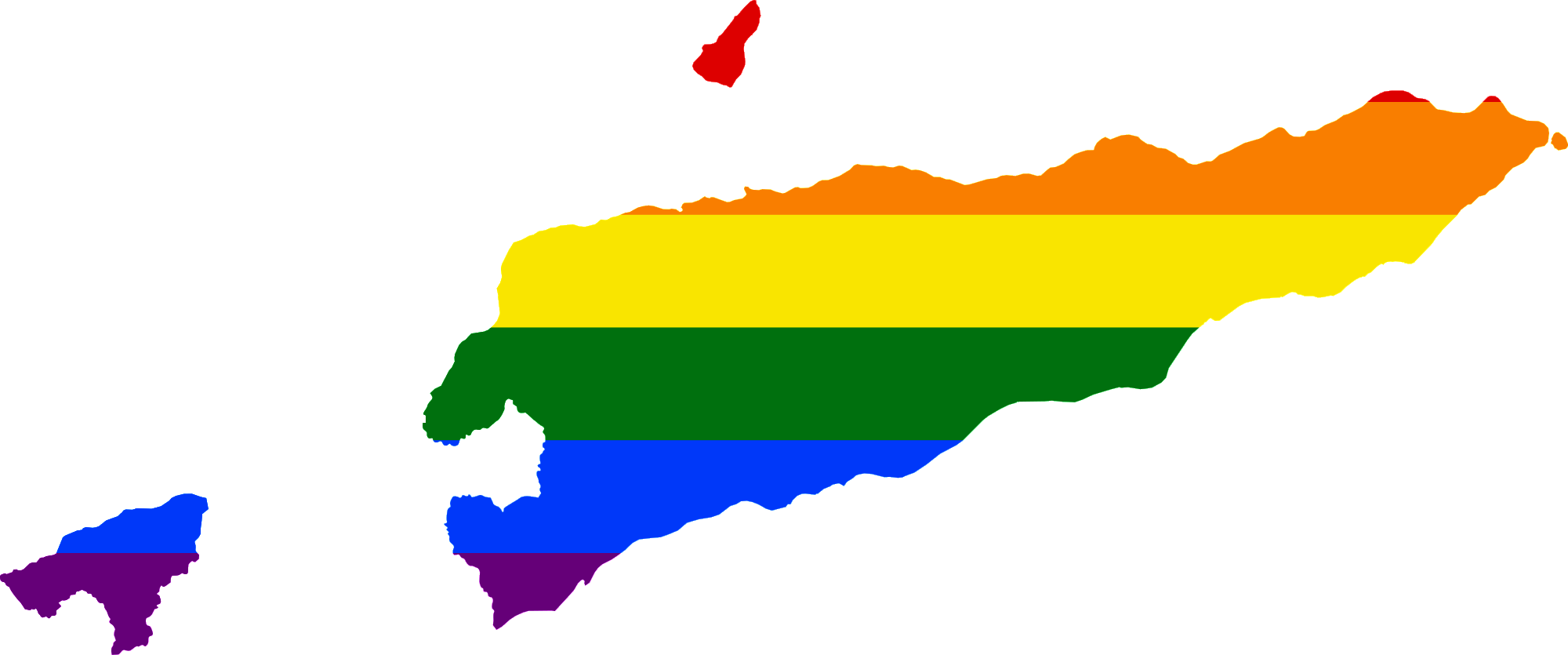
Duhová mapa Východního Timoru

Lesby, gayové, bisexuálové a transsexuálové (LGBT) se ve Východním Timoru mohou střetávat s právními komplikacemi neznámými pro většinové obyvatelstvo. Mužská i ženská stejnopohlavní aktivita je zde legální, ale homosexuální páry a domácnosti jimi tvořené nemají rovný přístup ke stejné právní protekci, jíž se dostává heterosexuálním manželským párům.

## Zákony týkající se stejnopohlavní sexuální aktivity

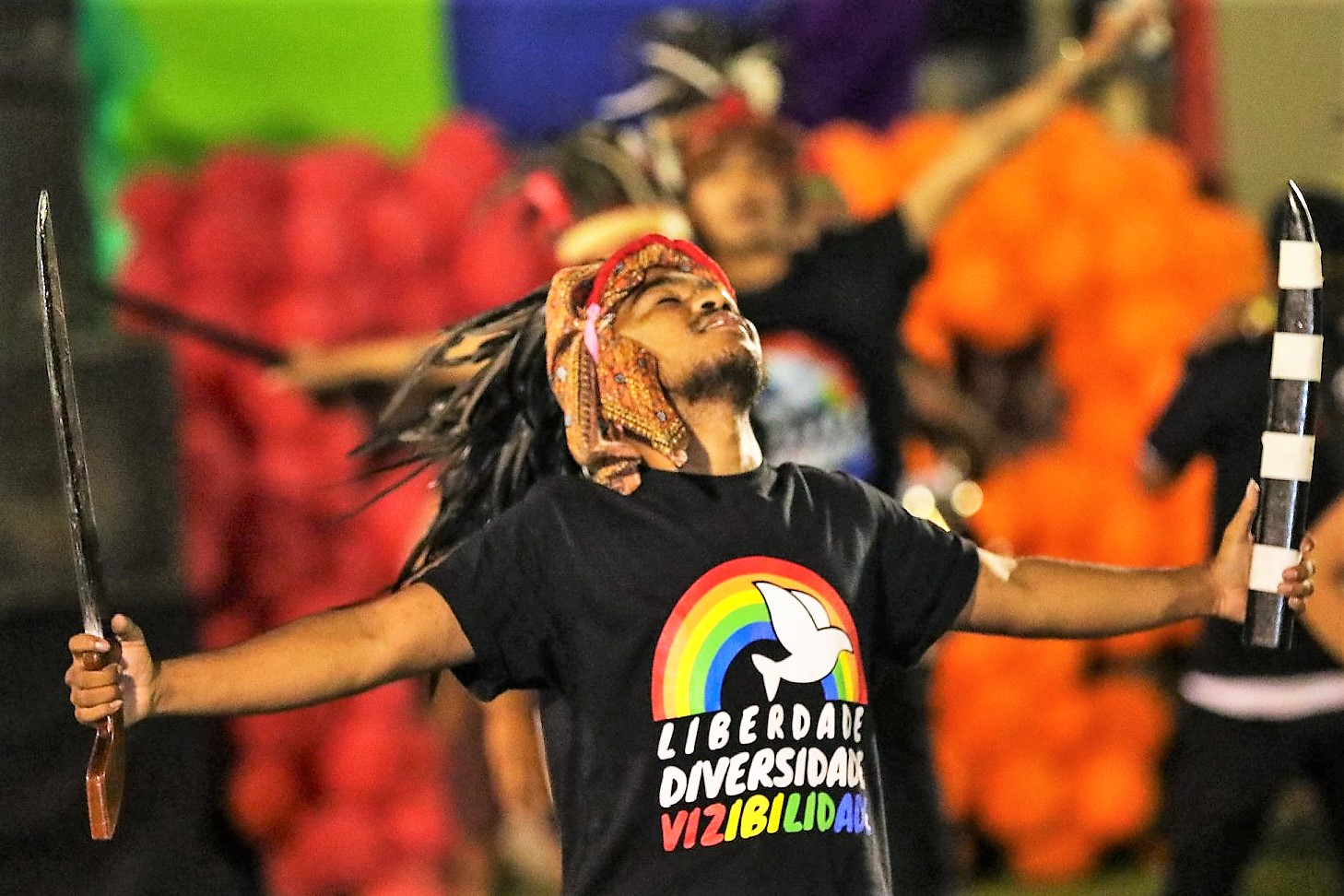
Pride March Dili, 2019

Legální věk způsobilosti k pohlavnímu styku je ve Východním Timoru stanoven na 14 let podle § 177. Nicméně pohlavní styk s mladistvou osobou, tedy ve věkovém rozpětí 14–16 let, může být protizákonný, prokáže-li se, že k jeho výkonu zneužila dospělá osoba nezkušenosti osoby mladistvé (§ 178).
§ 177 Pohlavní zneužívání dětí 

1. Kdo vykoná vaginální, anální či orální pohlavní styk s osobu mladší 14 let, bude potrestán odnětím svobody v délce trvání 5 až 20 let. 

2. Kdo svede či se pokusí svést osobu mladší 14 let k pohlavnímu styku či ji jinak sexuálně obtěžuje, bude potrestán odnětím svobody v délce trvání 5 až 15 let.
§ 178 Pohlavní styk s mladistvými 

Kdo vykoná pohlavní styk s mladistvou osobou, tedy starší 14 let a mladší 16 let, zneužívaje její nevyzrálosti, bude potrestán odnětím svobody v délce trvání 5 let.

## Antidiskriminační legislativa
Východotimorský právní řád nemá žádná ustanovení chránící osoby jiné sexuální orientace nebo genderové identity před diskriminací. Byl zda podán návrh na zahrnutí právní ochrany osob jiné sexuální orientace do návrhu novely Ústavy, který ale z důvodu nesouhlasu 52 z 88 poslanců neprošel ještě před nabytím účinnosti nových ústavních zákonů roku 2002.
Nicméně od roku 2009 jsou trestné činy spáchané z motivu jiné sexuální orientace oběti posuzovány jako přitěžující okolnost stejně jako je tomu i například v rasově, etnicky či nábožensky motivovaných trestných činů.

## Souhrn
| Legální stejnopohlavní styk                                                             | 1975 |
| Stejný věk legální způsobilosti k pohlavnímu styku pro obě orientace                    | 1975 |
| Anti-diskriminační zákony v zaměstnání                                                  | Ne   |
| Anti-diskriminační zákony v přístupu ke zboží a službám                                 | Ne   |
| Anti-diskriminační zákony v ostatních oblastech (homofobní urážky, zločiny z nenávisti) | Ano  |
| Stejnopohlavní manželství                                                               | Ne   |
| Jiná forma stejnopohlavního soužití                                                     | Ne   |
| Adopce dítěte partnera                                                                  | Ne   |
| Společná adopce dětí stejnopohlavními páry                                              | Ne   |
| Gayové a lesby mohou otevřeně sloužit v armádě                                          |      |
| Možnost změny pohlaví                                                                   |      |
| Přístup k umělému oplodnění pro lesbické ženy                                           | Ne   |
| Náhradní mateřství pro gay páry                                                         | Ne   |
| MSM smějí darovat krev                                                                  | Ne   |